# Biko
Cet article concerne le gâteau philippin. Pour militant anti-apartheid, voir Steve Biko.

Biko avec du latik sur le dessus.

Le biko, également orthographié bico, est un gâteau de riz sucré originaire des Philippines.
Il est composé de lait de coco, de sucre roux et de riz gluant.